# Crataegus aquacervensis
Crataegus aquacervensis är en rosväxtart som beskrevs av James Bird Phipps och O'kennon. Crataegus aquacervensis ingår i Hagtornssläktet som ingår i familjen rosväxter. Inga underarter finns listade i Catalogue of Life.